# Epirhynchites giganteus
Epirhynchites giganteus is een keversoort uit de familie Rhynchitidae. De wetenschappelijke naam van de soort is voor het eerst geldig gepubliceerd in 1832 door Krynicky.